# Kanton Ébreuil
Ébreuilis een voormalig kanton van het Franse departement Allier. Het kanton maakte deel uit van het arrondissement Montluçon. 
Het werd opgeheven bij decreet van 27 februari 2014, met uitwerking op 22 maart 2015. Alle gemeenten werden overgedragen naar het kanton Gannat.

## Gemeenten
Het kanton Ébreuil omvatte de volgende gemeenten:
- Bellenaves
- Chirat-l'Église
- Chouvigny
- Coutansouze
- Ébreuil (hoofdplaats)
- Échassières
- Lalizolle
- Louroux-de-Bouble
- Nades
- Naves
- Sussat
- Valignat
- Veauce
- Vicq